# Adelaido Camaití
Adelaido Camaití – piłkarz urugwajski grający na pozycji napastnika.
Jako piłkarz klubu CA Peñarol wziął udział w turnieju Copa América 1937, gdzie Urugwaj zajął czwarte miejsce. Camaití zagrał we wszystkich pięciu meczach – z Paragwajem (w 70 minucie wszedł za Eduardo Ithurbide), Peru (zdobył bramkę), Chile, Brazylią (w połowie zmienił go Juan Emilio Píriz) i Argentyną (w 19 minucie zastąpił go Piriz).
Wciąż jako gracz Peñarolu wziął udział w turnieju Copa América 1939, gdzie Urugwaj został wicemistrzem Ameryki Południowej. Camaití zagrał we wszystkich czterech meczach – z Ekwadorem, Chile (zdobył bramkę), Paragwajem i Peru.
Razem z Peñarolem zdobył pięć tytułów mistrza Urugwaju – w 1935, 1936, 1937, 1938 i 1944.
Od 2 stycznia 1937 roku do 18 lipca 1940 roku Camaití rozegrał w reprezentacji Urugwaju 14 meczów i zdobył 2 bramki (obie na turniejach Copa América). Uchodzi za pierwszego w dziejach piłkarza, który egzekwował rzuty rożne „odwrotną nogą”, czyli z prawego rogu lewą, a z lewego prawą.